# Chapelle de la Nativité-de-la-Vierge d'Aiguilles
La chapelle de la Nativité-de-la-Vierge  est une chapelle du diocèse de Gap et d'Embrun située à Aiguilles, dans les Hautes-Alpes.

## Histoire et architecture
Construite au XIXe siècle, la chapelle a récemment été rénovée.
La nef est couverte d'une fausse voûte en berceau, le chœur de plan demi circulaire d'une fausse voûte rayonnante à 3 quartiers d'arêtes. La chapelle est inscrite à l'inventaire complémentaire des monuments historiques, depuis 1986.